# Krivaja (Berek)
Pour les articles homonymes, voir Krivaja.
Krivaja est une localité croate de la municipalité de Berek située dans le comitat de Bjelovar-Bilogora. Le village compte 37 habitants en 2021